# Hjullås

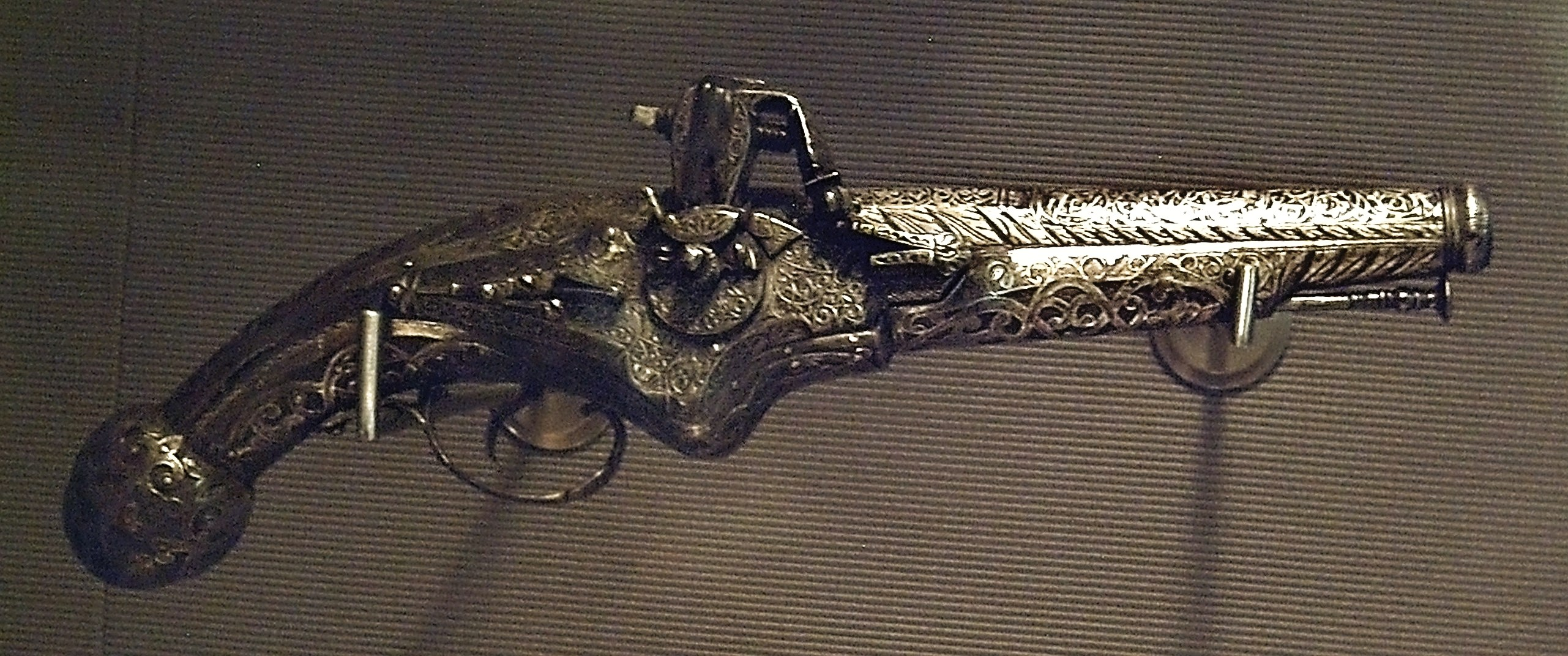
En rikt utsmyckad spansk hjullåspistol från 1600-talet.

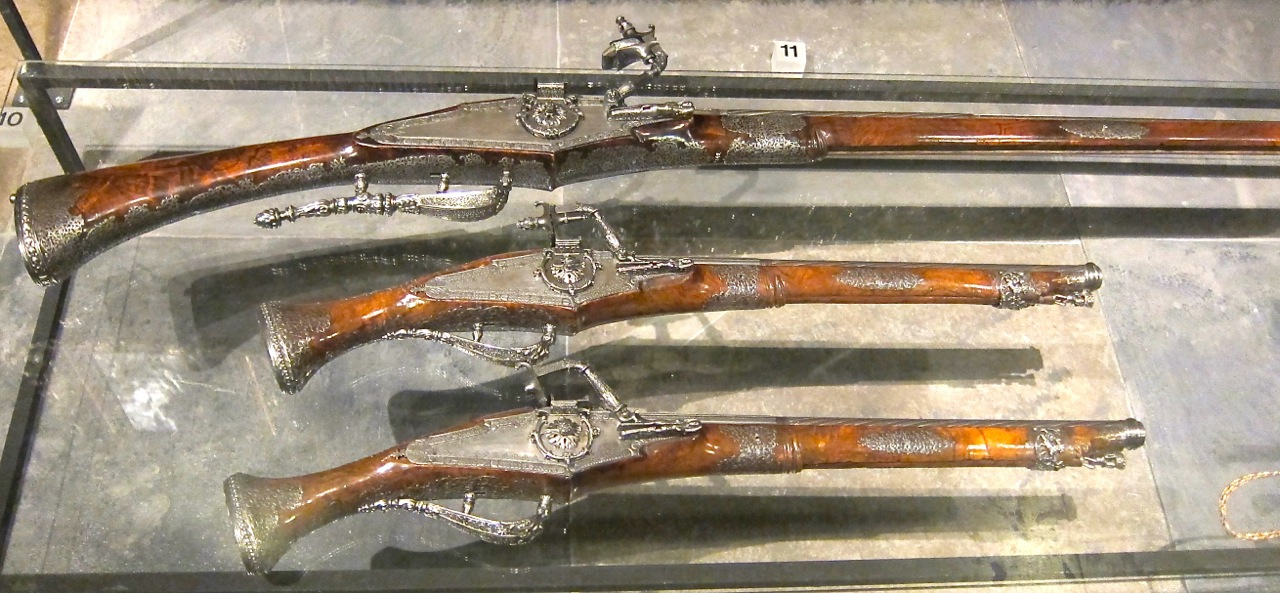
Hjullåspistoler

Hjullås är en mekanism som används för att avfyra ett eldvapen.
Hjullås anses ha uppfunnits i Tyskland kring år 1510. Det äldsta bevarade vapnet är daterat till 1520-talets första hälft.

## Teknik
Ett hjullås består av en hane som håller en bit svavelkis (även kallat pyrit), ett hjul i form av en räfflad roterande trissa, samt en avfyrningsmekanism. Hjulet drivs av slagfjädern som dras upp med en nyckel som anbringas på hjulets fyrkantstapp.Före avfyrning fälls hanen ner för hand mot fängpannan som är försluten av fängpannelocket. När avtryckaren trycks in roterar hjulet, vanligtvis ett varv, fängpannelocket skjuts automatiskt undan av låsmekanismen, pyriten i hanen pressas mot det roterande hjulet och gnistor bildas som tänder fängkrutet och i sin tur drivladdningen. Funktionen har en viss likhet med den hos en cigarrettändare.

## Historia
Hjullåsen ersatte delvis luntlåsen, en mekanism som förde en brinnande lunta i kontakt med krutet.  Under 1600-talet ersattes hjullåsen i sin tur av flintlås, som var billigare i tillverkning.
Hjullåset var dyrt och klickade ofta (vart femte skott) varför det militärt endast blev vanligt på kavalleriets vapen, karbin och pistol, där man hade svårt att använda lunta. Som jaktvapen blev det mer populärt och användes ibland ännu vid 1800-talets början. I Sverige hade vid krigsutbrottet år 1700 många kavalleriregementen fortfarande hjullåskarbiner och hjullåspistoler, men efterhand under kriget började flintlåset ta över på många förband.

Hjullåsbössa (ca 1650)
Hjullåsbössa, räfflad (1645)
Hjullåslodbössa (1600-talets mitt)
Hjullåsstudsare, Sachsen (ca 1650-1700)